# ヨーネ
『ヨーネ』（伊：Jone）は、エッリーコ・ペトレッラが作曲した全4幕からなるオペラである。1858年1月26日にミラノで初演された。

## 登場人物
- アルバーチェ（エジプトの祭司長） - バリトン
- ヨーネ（古代ローマ貴族の若い娘） - ソプラノ
- グラウコ（アテネの男） - テノール
- ニディア（テッサリア（古代ギリシャ北東部地方）の奴隷） - メゾソプラノ
- ブルボ（居酒屋の主人） - バス
- ディルチェ（ヨーネ付きの奴隷） - メゾソプラノ

## あらすじ
- 時代：紀元前79年
- 場所：ポンペイ

## 主要曲
- グラウコ「心のヨーネよ」（O Jone! O Jone di quest'anima）